# Zweeds taalpurisme
Zweeds taalpurisme (Zweeds: språkrensning) is het sociolinguïstische fenomeen van taalzuivering in het Zweeds.

## Middeleeuwen

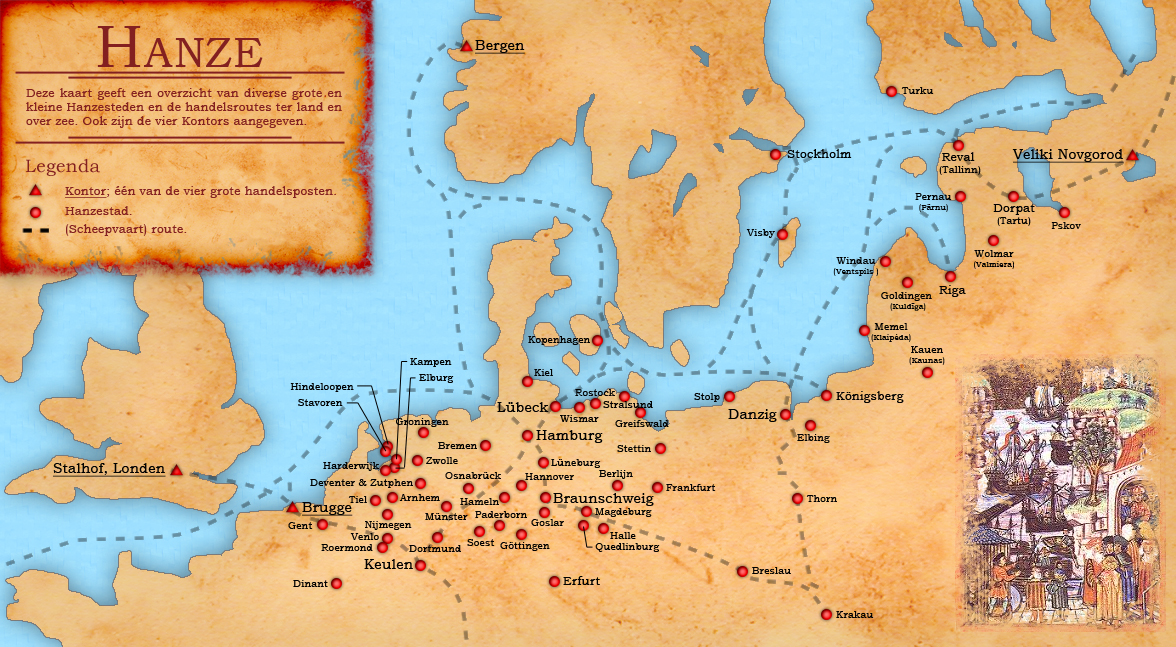
Hanzesteden en -routes

De oudste invloeden op het Zweeds zijn afkomstig uit het Latijn en Grieks. Woorden als brev ‘brief’, djävul ‘duivel’, kyrka ‘kerk’ of vin ‘wijn’ waren noodzakelijke ontleningen voor bij de Scandinavische volkeren onbekende begrippen. Niet elke Latijnse ontlening in de Germaanse talen uit die periode is tot het Zweeds doorgedrongen. Het Zweedse woord gata ‘straat’ is bijvoorbeeld nooit verdrongen door het Latijnse strata.
In de hoge middeleeuwen werd het Nederduits de voornaamste bron van leenwoorden. Vooral in het hofleven, het stadsbestuur, de handel en de nijverheid werden woorden ontleend aan het Nederduits. Zelfstandige naamwoorden als riddare ‘ridder’, skinka ‘ham’, skomakare ‘schoenmaker’ of slott ‘kasteel’, en alledaagse Zweedse werkwoorden als arbeta ‘werken’, betala ‘betalen’ of skicka ‘sturen’ zijn exemplarisch voor de in de Hanzetijd opgenomen Nederduitse leenwoorden.
Ook affixen werden veelvuldig aan het Nederduits ontleend. Zo kent het Zweeds werkwoorden als begära ‘begeren’, berätta ‘vertellen’ of beklaga ‘beklagen’, of ook förena ‘verenigen’, förklara ‘verklaren’ en förvänta ‘verwachten’ met een aan het Nederduits ontleend voorvoegsel. De achtervoegsels in höghet ‘hoogheid’, landskap ‘landschap’ en lärarinna ‘lerares’ zijn eveneens oorspronkelijk uit het Nederduits afkomstig. Zowel de Latijnse als de Nederduitse leenwoorden zijn vandaag volledig in de Zweedse taal ingeburgerd en worden amper nog als vreemd ervaren.
Aan het Deens zijn wellicht ook veel woorden ontleend in deze tijd. Door de nauwe verwantschap tussen beide talen is het echter moeilijk om Deense invloeden in het Zweeds op te sporen. Van woorden als bijvoorbeeld bagare ‘bakker’, piga ‘dienstmeid’ of svag ‘zwak’ is een Deense herkomst weliswaar zonneklaar; de stemhebbende medeklinkers getuigen van fonetische beïnvloeding. Veel Nederduitse woorden zijn trouwens langs het Deens in het Zweeds terechtgekomen.

## Barok
Na de teloorgang van de Hanze en de invoering van de Hoogduitse schrijftaal in het noorden van Duitsland in de 16e eeuw werd de Nederduitse invloed geringer. De werkwoorden erhålla ‘verkrijgen’ en försöka ‘proberen’ zijn bijvoorbeeld al aan het Hoogduits ontleend. De invloed van het Duits op het Zweeds nam bovendien zienderogen af. In tegenstelling tot de Denen ontleenden de Zweden toen namelijk meer woorden aan het Frans dan aan het Duits. Zweden is immers veel verder verwijderd van Duitsland en door het verdwijnen van de Hanze waren er minder directe contacten tussen de beide talen. Ook gingen taalpuristen in de 18e eeuw Hoogduitse modewoorden bestrijden. Erfwoorden als kär ‘verliefd’ of rask ‘snel’ zijn bijvoorbeeld niet verloren gegaan ten koste van hun 18e-eeuwse mededingers förlibt en geswind.
Na het Nederduits werden in de 17e en de 18e eeuw echter vooral het Latijn en het Frans de voornaamste leveranciers van nieuwe woorden. Het Latijn was immers de taal van de wetenschap en ook in de Scandinavische landen wies in die tijd het prestige van het Frans aan. Onder meer leenwoorden als affär ‘winkel’, familj ‘familie’ of parfym ‘parfum’ werden in deze eeuwen uit het Frans overgenomen.
Er was in Zweden ook minder verzet tegen invloeden uit het Frans dan in Denemarken. Geïnspireerd door de Duitsers begonnen de Denen in die tijd immers volop taalpurismen te bedenken ter vervanging van Franse leenwoorden. Net als in Denemarken kwam er in Zweden verzet tegen de nieuwe Franse leenwoorden, maar de taalpuristische beweging van de barok heeft er veel minder sporen nagelaten. Weliswaar zijn woorden als avundsjuk ‘jaloers’, blåögd ‘naïef’ of de rechtsterm rättegång ‘proces’  moedwillig gecreëerd ter vervanging van de Franse leenwoorden jalu, naiv en process, maar doorgaans is in de barok in verhouding in Zweden maar weinig tegen het Frans geageerd.

## Romantiek

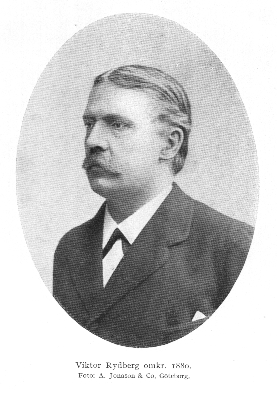
Viktor Rydberg

Na de napoleontische oorlogen begroeven Denemarken en Zweden voorgoed de strijdbijl. De Scandinavische volkeren groeiden in de romantiek dichter naar elkaar toe en aldus ontstond in Noord-Europa een golf van scandinavisme. Door de herontdekking van de Oudijslandse saga’s nam ook de kennis over het gemeenschappelijke taalkundige verleden toe. Net zoals in Noorwegen gingen schrijvers zich ook in Zweden spiegelen aan de vermeende zuiverheid van het Oudnoors. Ontlening uit andere Scandinavische talen werd aangemoedigd en taalpuristen gingen  bovenal de Nederduitse leenwoorden te lijf; vooral de in de middeleeuwen uit het Nederduits ontleende voor- en achtervoegsels waren hun een doorn in het oog.
Op de reeds min of meer geconsolideerde Zweedse schrijftaal had de 19e-eeuwe taalzuivering evenwel veel minder invloed dan op het veel vatbaarder Noors. Een van de voornaamste Zweedse puristen uit deze periode was de dichter Viktor Rydberg. Hij poogde Nederduitse voorvoegsels tot een minimum te herleiden. Werkwoorden met redundante voorvoegsels zoals anskaffa ‘aanschaffen’ of beväpna ‘bewapenen’ dienden volgens hem tot skaffa en väpna te worden ingekort en hij wilde bijvoorbeeld ook betala ‘betalen’ en förlora ‘verliezen’ door gälda en mista vervangen. Daarnaast trachtte hij ook woorden als entusiasm ‘enthousiasme’ of industri ‘industrie’ te vertalen door zuiver Zweedse woorden als eldhåg en slöjd. Zijn pogingen tot taalzuivering waren weliswaar niet geheel vruchteloos, maar toch niet meer dan een druppel op een hete plaat.
Van veel grotere invloed was het 19e-eeuwse spellingpurisme. In 1801 ontwierp de Zweedse schrijver Carl Gustaf af Leopold de eerste systematisch beregelde spelling voor het Zweeds. Wat de spelling van Romaanse leenwoorden betrof, nam hij hierin een zeer radicaal standpunt. Zo stelde hij schrijfwijzen voor als affisch ‘affiche’, fåtölj ‘fauteuil’, konsert ‘concert’, pjäs ‘toneelstuk’ en restaurang ‘restaurant’. Er kwam groot protest tegen deze spellingbeelden en een tijdlang werden ze zelfs door de overheid verboden, maar, ondanks alle verzet, verkregen ze op den duur toch de goedkeuring der spraakmakende gemeente.

## 20e eeuw
In de 20e eeuw is er in Zweden maar weinig aandacht meer besteed aan taalpurisme. Haaks op het 19e-eeuwse scandinavisme rees rond de vorige eeuwwisseling in Zweden echter wel een verzet tegen leenvertalingen uit Deens en Noors. Deze tendens valt min of meer te vergelijken met de strijd tegen germanismen in het Nederlands. Tegen het gebruik van een woord als utslag dat in het Zweeds oorspronkelijk alleen ‘huiduitslag’ betekende, maar onder invloed van het Deense woord udslag ook de betekenis van ‘resultaat’ kreeg, werd door taalgeleerden bijvoorbeeld hevig geageerd. Ook Deens aandoende uitdrukkingen als ta avstånd från ‘afstand doen van’ waren uit den boze.
In het 1944 werd het instituut Nämnden för svensk språkvård opgericht. Die instelling houdt zich onder meer bezig met het actualiseren van Zweedse vakterminologie. De organisatie heeft nooit echt taalpurisme gepropageerd. Typerend is wel dat in het verleden bij het ijken van nieuwe termen de verschillende Scandinavische taalinstituten dikwijls de koppen bij elkaar staken; zo vervingen de Zweden bijvoorbeeld naar analogie met het Deens en het Noors het woord brevkort ‘briefkaart’ door postkort.
Na de Tweede Wereldoorlog is vooral de invloed van het Engels op het Zweeds toegenomen. Het Zweeds neemt in zijn houding ten overstaan van Engelse leenwoorden een tussenpositie in binnen de Scandinavische talen. Hoewel ook de Zweden net als de Denen veelal het principe van laissez-faire huldigen, worden dikwijls toch ook eigen vertalingen bedacht voor Engelse leenwoorden. Zo hebben de Zweden bijvoorbeeld hun computerterminologie veel verder vertaald dan de Denen. Woorden als dator ‘computer’ of mjukvara ‘programmatuur’ zijn typische producten van het Zweedse taalbeleid.
Vermeldenswaard is overigens dat ook Engelse leenwoorden niet ontsnappen aan het Zweedse spellingpurisme. Naar analogie met de 19e-eeuwse spelling van Romaanse leenwoorden, is men tegenwoordig ook jobb ‘baan’, tajt ‘strak’ en webb ‘web’ gaan schrijven in het Zweeds.